# Émile-Auguste-Marie Doizelet
Émile-Auguste-Marie Doizelet, francoski general, * 1879, † 1948.